# Jerzy Kubień
Jerzy Kubień (ur. 24 kwietnia 1953, zm. 7 października 2022) – polski szachista.

## Kariera szachowa
W 1971 r. zdobył w Zielonej Górze tytuł wicemistrza Polski juniorów do 20 lat. W latach 1977 i 1979 dwukrotnie wystąpił w rozegranych systemem szwajcarskim finałach indywidualnych mistrzostw Polski, zajmując odpowiednio 37. i 49. miejsce. Wielokrotnie startował w mistrzostwach kraju w grze błyskawicznej, największy sukces osiągając w 1980 r. w Kaliszu, gdzie zdobył srebrny medal. W 1991 r. zdobył w Poznaniu tytuł drużynowego mistrza Polski w szachach błyskawicznych, w barwach klubu AZS Politechnika Wrocław. W 1994 r. zajął II miejsce (za Robertem Kuczyńskim) w memoriale Adolfa Anderssena (szachy szybkie) we Wrocławiu, natomiast w 2000 r. w kolejnej edycji memoriału zajął III miejsce. W 2004 r. zdobył tytuł mistrza Wrocławia.
Posiada tytuł mistrza FIDE, który otrzymał w 1982 roku.